# Willie Park Sr

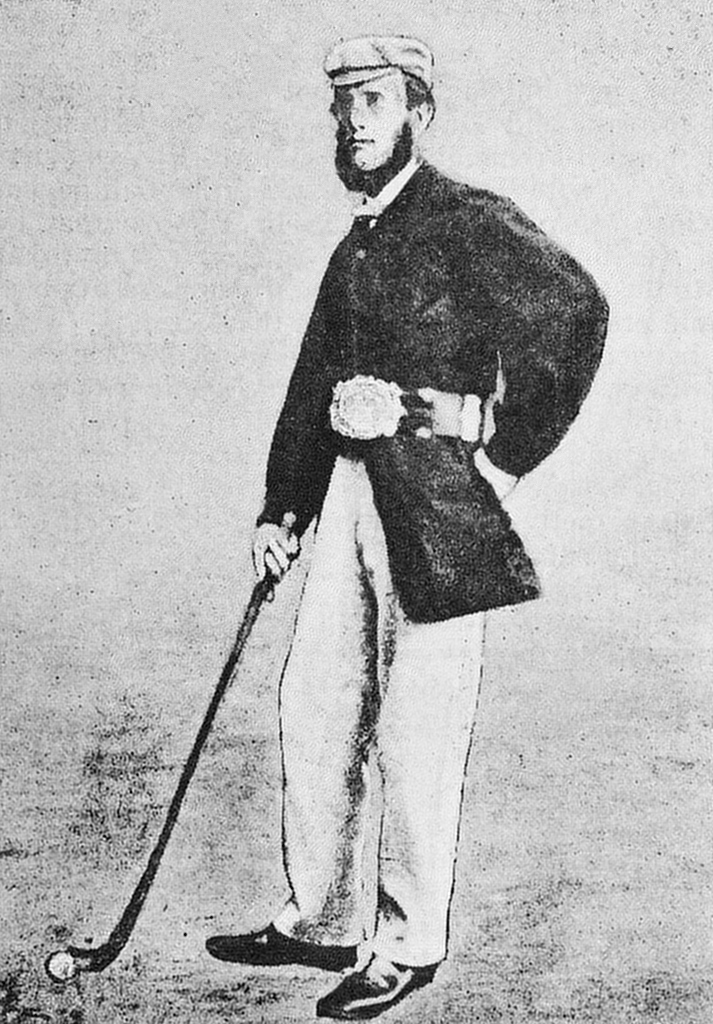
Willie Park Sr med Championship Belt.

Willie Park Sr, född 30 juni 1833 i Wallyford i East Lothian i Skottland, död 25 juli 1903 i Musselburgh i Skottland, var en av pionjärerna inom den professionella golfen.
Liksom många andra av de tidiga professionella golfspelarna började Park som caddie. Senare ägde han en fabrik som tillverkade golfutrustning.
På banan tjänade han sina pengar i en rad uppvisningsmatcher mot rivaler som till exempel Tom Morris Sr, Willie Dunn och Allan Robertson som var de mest populära bland publiken på den tiden. Park är dock mest känd för att ha vunnit The Open Championship fyra gånger inklusive dess första tävling 1860 då startfältet endast bestod av åtta spelare. Hans övriga segrar kom 1863, 1866 och 1875. Park var en av de spelare som hade rekordet i störst antal segrar i tävlingen fram till 1910 då James Braid vann för femte gången.
Även Parks bror, Mungo Park, och hans son Willie Park Jr vann The Open Championship.

## Majorsegrar
- 1860 The Open Championship
- 1863 The Open Championship
- 1866 The Open Championship
- 1875 The Open Championship

| Majorsegrare genom tiderna                                                                                      |       |                |               |                  |
| 200 olika spelare har vunnit i herrarnas majortävlingar. Willie Park Sr var den 1:a spelaren som vann en major. |       |                |               |                  |
| 1:a |       | 1:a            | 2:a           | 200:e            |
| Willie Park Sr                                                                                                  | [[ ]] | Willie Park Sr | Tom Morris Sr | Louis Oosthuizen |
| Lista över golfens majorsegrare                                                                                 |       |                |               |                  |